# Lispocephala extera
Lispocephala extera este o specie de muște din genul Lispocephala, familia Muscidae, descrisă de Hardy în anul 1981. Conform Catalogue of Life specia Lispocephala extera nu are subspecii cunoscute.